# Greger Leijonhufvud
Carl Greger Leijonhufvud, född den 9 juni 1786 på Nykvarn i Turinge socken, Stockholms län, död den 27 maj 1857 i Köping, var en svensk friherre och militär. Han var far till Axel Leijonhufvud.
Leijonhufvud blev kadett vid Krigsakademien på Karlberg 1795 och utexaminerades därifrån före 1800. Han blev underlöjtnant vid Svea artilleriregemente 1803 och, efter att ha avlagt mindre artilleriexamen 1805 och större artilleriexamen 1807, stabslöjtnant vid nämnda regemente 1811. Leijonhufvud bevistade fälttåget mot Norge 1808 och det mot Finland 1809 samt krigen i Tyskland och Norge 1813 och 1814. Han sårades i slaget vid Leipzig i bröstet och vänstra handen. Leijonhufvud blev kapten vid Hälsinge regemente 1816, stabskapten samma år, andre major där 1823 samt överstelöjtnant och förste major 1831. Han befordrades till överste i armén 1839 och blev postmästare i Köping 1851. Leijonhufvud blev riddare av Svärdsorden 1823 samt tilldelades guldmedalj för tapperhet i fält 1813 och Karl XIV Johans medalj 1855. Han blev begraven i familjegraven under Lillkyrka kyrka i Närke.